# Dabru Emet
Dabru Emet (hebräisch דברו אמת ‚Redet Wahrheit‘, nach Sach 8,16 ) ist ein Dokument, das sich aus jüdischer Perspektive mit dem Christentum beschäftigt und so zum interreligiösen Dialog Stellung bezieht. Es wurde von US-amerikanischen Juden verfasst und von über 220 Rabbinern und jüdischen Intellektuellen unterzeichnet, die verschiedensten Strömungen des modernen Judentums anhangen, versteht sich aber nicht als offizielle Erklärung irgendeiner jüdischen Organisation oder Strömung. Dabru Emet wurde erstmals am 10. September 2000 in der New York Times und der Baltimore Sun veröffentlicht.
In dem Dokument wird trotz theologischer Differenzen eine gemeinsame Glaubensgrundlage von Juden und Christen herausgearbeitet. In acht Punkten befasst es sich auch mit der Geschichte der beiden Religionen, den gemeinsamen Werten, dem christlichen und dem nationalsozialistischen Antijudaismus und dem Existenzrecht Israels. Hintergrund ist der u. a. durch das Zweite Vatikanische Konzil (Erklärung Nostra Aetate) stärker in Gang gekommene interreligiöse Dialog.

## Die Thesen
Dabru Emet erkennt an, dass das Judentum von Christen reflektierter gewürdigt und nicht mehr als bloße „Vorläuferreligion“ abgewertet wird, und möchte darauf antworten. Die acht Thesen lauten (Zitate nach der Übersetzung von Christoph Münz):
1. „Juden und Christen beten den gleichen Gott an.“ Dies ist der Gott Abrahams, Isaaks und Jakobs, der Schöpfer des Alls.
2. „Juden und Christen stützen sich auf die Autorität ein und desselben Buches“, nämlich der Tanach bzw. das Alte Testament, wenngleich sie diese Schrift in manchen Punkten unterschiedlich auslegen.
3. „Christen können den Anspruch des jüdischen Volkes auf das Land Israel respektieren.“ Der Staat Israel wird von Christen anerkannt in der Bedeutung, welcher dieser für viele Juden hat; die Juden verpflichten sich auch in Israel zu Gerechtigkeit gegenüber allen dortigen Nichtjuden.
4. „Juden und Christen anerkennen die moralischen Prinzipien der Tora.“ Dazu zählt insbesondere die unantastbare Menschenwürde, die der Mensch als Abbild Gottes verliehen ist; diese Heiligkeit des Menschen können beide Religionen gemeinsam in der Welt bezeugen.
5. „Der Nazismus war kein christliches Phänomen.“ In der langen Geschichte des christlichen Antijudaismus wird eine – aber nicht die einzige – Quelle für den Nationalsozialismus gesehen; gleichwohl werden christliche NS-Gegner gewürdigt. Angesichts der Anstrengungen in der christlichen Theologie, eine Verachtung des Judentums klar zurückzuweisen, klagen Juden heute nicht Christen für die Verfehlungen ihrer Vorfahren an.
6. „Der nach menschlichem Ermessen unüberwindbare Unterschied zwischen Juden und Christen wird nicht eher ausgeräumt werden, bis Gott die gesamte Welt erlösen wird, wie es die Schrift prophezeit.“ Beide Religionen sehen sich in Treue zu ihrer Offenbarung und Tradition und respektieren die jeweils andere.
7. „Ein neues Verhältnis zwischen Juden und Christen wird die jüdische Praxis nicht schwächen.“ Vielmehr vertieft der Dialog auch die eigenen jüdischen Wurzeln, er beschleunigt nicht die zu Recht befürchtete Assimilierung von Juden in ihrer Umwelt.
8. „Juden und Christen müssen sich gemeinsam für Gerechtigkeit und Frieden einsetzen.“

## Jüdische Reaktionen
Zu den Rabbinern, die Dabru Emet positiv aufnahmen, gehörte David Rosen, Vertreter einer modernen Orthodoxie und Präsident des Internationalen Rates der Christen und Juden (ICCJ). Auch das orthodox-rabbinische Dokument To Do the Will of Our Father in Heaven. Toward a Partnership between Jews and Christians weist in eine ähnliche Richtung.
Radikale Ablehnung erfuhr das Dokument von dem jüdischen Theologen Jon D. Levenson, der darin eine „Gefahr für die jüdische Praxis und Identität“ sieht und keinen interreligiösen Dialog anstrebt. Auch andere Vertreter unterschiedlicher Strömungen des Judentums übten Kritik, etwa Jacob Neusner und Hillel Goldberg.

## Christliche Reaktionen
Die Lutherische Europäische Kommission Kirche und Judentum (LEKKJ), in der 25 lutherische Kirchen in Europa vertreten sind, würdigte Dabru Emet vor dem Hintergrund der protestantischen Aufarbeitung des Antijudaismus in einer Stellungnahme von 2003. 2005 folgte ein längerer Diskussionsbeitrag durch deutsche evangelische Gremien. Auch die katholische Kirche würdigte das Dokument als Meilenstein.

## Verfasser
Entsprechend der New York Times wurde der Text veröffentlicht von (National Jewish Scholars Project):
- Tikva Frymer-Kensky, The Divinity School, University of Chicago, Chicago
- Peter W. Ochs, University of Virginia, Charlottesville
- David Novak, University of Toronto, Toronto
- Michael A. Signer, University of Notre Dame, South Bend